# Na barykady
Na barykady – pieśń polskich socjalistów, po raz pierwszy opublikowana w Zurychu w 1897, początkowo w wersji trzyzwrotkowej, spopularyzowana podczas rewolucji 1905 roku. Pieśń była opublikowana anonimowo; możliwe że tekst, do którego w kolejnych latach dopisywano coraz to dalsze zwrotki, był tworem zbiorowym kilku polskich socjalistów. Dionizja Wawrzykowska-Wierciochowa na podstawie ustnych przekazów przypisuje jej pierwotne autorstwo Ignacemu Rzońcy.
Melodię pieśni "Na barykady" wykorzystano w Hymnie harcerskim.

## Tekst utworu
| Pierwotna wersja z 1897 | Wersja z 1905 r. |
| --- | --- |
| Rycerze pracy, rycerze ducha, Do broni! Już nadszedł czas. Na barykady! Niech bunt wybucha! Pobudka dziejów wzywa nas. Młoty w dłoń! Kujmy broń! Miotnie stal czerwone iskry w dal, żar błysk jej w piersi mej! Powstań burz, Pobudka gra nam już! Cześć Robespierom, Maratom sława, Śmierć plutokratom, łez ludu dość! Niech do szeregu nas milion stawa, Utopim we krwi tyranów złość. Młoty w dłoń... Socjalizmu czerwone znamię Komuna wznosząc rozsadza świat Na barykady, wytężmy ramię Raj stworzym z piekieł za kilka lat. | Na barykady, ludu roboczy, czerwony sztandar do góry wznieś! Śmiało do boju wytęż swe ramię, Bo na cię czeka zwycięstwa cześć. Młoty w dłoń! Kujmy broń! Miotnie stal czerwoną iskrę w dal, żar iskry tej tli w piersi mej! Powstań zburz, Pobudka gra nam już! Rycerze pracy, rycerze ducha, dziś nam do boju już nadszedł czas. Na barykady! Niech bunt wybucha! Pobudka dziejów już wzywa nas. Młoty w dłoń... Zagrzewaj siostro do walki brata, aby do boju odważny był, by wydarł wolność, co w ręku kata, aby dla sprawy pracował, żył. Młoty w dłoń... Cześć Lassalowi, Marksowi sława, Precz z burżuazją, ludowi cześć! Niech do szeregu każdy z nas stawa, by ich naukę wszędy nieść! Młoty w dłoń... Hańba więc carom, panom – naszym zdziercom, co dziś się z nędzy naigrywać śmią, hańba więc klechom, wszystkim oszczercom, co lud tumanią i z niego drwią. Młoty w dłoń... O naszą wolność, o nasze prawa Dziś dla nas pora, by walczyć już. Na barykady niech każdy stawa! Przyszłe zwycięstwo przed nami tuż! Młoty w dłoń... Na barykadach sztandar powiewa, czerwone godło – wszak to nasz znak! Śpieszmy się bracia, już wróg przybywa, wyciąga szpony jak drapieżny ptak. |